# ハミルトン郡 (フロリダ州)
ハミルトン郡（ハミルトンぐん、英: Hamilton County）は、アメリカ合衆国フロリダ州の北部に位置する郡である。2010年国勢調査での人口は14,799人であり、2000年の13,327人から11.0%増加した。郡庁所在地はジャスパー市（人口3,284人）であり、同郡で人口最大の都市でもある。

## 歴史
ハミルトン郡は1827年にジェファーソン郡から分離して設立された。郡名は初代アメリカ合衆国財務長官を務めたアレクサンダー・ハミルトンに因んで名付けられた。

## 地理
アメリカ合衆国国勢調査局に拠れば、郡域全面積は519.31平方マイル (1,345.0 km2)であり、このうち陸地514.86平方マイル (1,333.5 km2)、水域は4.45平方マイル (11.5 km2)で水域率は0.86%である。

### 主要高規格道路
- 州間高速道路75号線

### 隣接する郡
- エコルズ郡 (ジョージア州) - 北
- コロンビア郡 - 東
- スワニー郡 - 南
- マディソン郡 - 西
- ラウンズ郡 (ジョージア州) - 北西

## 人口動態
以下は2000年の国勢調査による人口統計データである。
| 基礎データ - 人口: 13,327人 - 世帯数: 4,161 世帯 - 家族数: 2,995 家族 - 人口密度: 10人/km2（26人/mi2） - 住居数: 4,966軒 - 住居密度: 4軒/km2（10軒/mi2） 人種別人口構成 - 白人: 58.79% - アフリカン・アメリカン: 37.72% - ネイティブ・アメリカン: 0.42% - アジア人: 0.20% - 太平洋諸島系: 0.02% - その他の人種: 1.69% - 混血: 1.17% - ヒスパニック・ラテン系: 6.36% | 年齢別人口構成 - 18歳未満: 23.5% - 18-24歳: 10.8% - 25-44歳: 31.8% - 45-64歳: 22.8% - 65歳以上: 11.2% - 年齢の中央値: 35歳 - 性比（女性100人あたり男性の人口） - 総人口: 135.0 - 18歳以上: 145.4 世帯と家族（対世帯数） - 18歳未満の子供がいる: 32.9% - 結婚・同居している夫婦: 50.3% - 未婚・離婚・死別女性が世帯主: 16.8% - 非家族世帯: 28.0% - 単身世帯: 24.1% - 65歳以上の老人1人暮らし: 9.1% - 平均構成人数 - 世帯: 2.60人 - 家族: 3.07人 | 収入と家計 - 収入の中央値 - 世帯: 25,638米ドル - 家族: 30,677米ドル - 性別 - 男性: 26,999米ドル - 女性: 20,552米ドル - 人口1人あたり収入: 10,562米ドル - 貧困線以下 - 対人口: 26.0% - 対家族数: 21.7% - 18歳未満: 35.7% - 65歳以上: 16.1% |

## 都市と町

### 法人化自治体
- ジャスパー市 - 郡庁所在地
- ホワイトスプリングス町
- ジェニングス町

### 未編入の町
| - アボカ - ベイカーズミル - ブルースプリングス - クロスローズ | - サイプレスクリーク - ヒルコート - マリオン | - ロールズ - ワトソン - ウェストレイク |

## 政治
| 年     | 共和党 | 民主党 | その他 |
| ------ | ------ | ------ | ------ |
| 2008年 | 56.9%  | 42.3%  | 0.8%   |
| 2004年 | 55.0%  | 44.5%  | 0.5%   |
| 2000年 | 54.1%  | 43.4%  | 2.4%   |

### 政府関連
- Hamilton County Board of County Commissioners
- Hamilton County Supervisor of Elections
- Hamilton County Property Appraiser
- Hamilton County Sheriff's Office
- Hamilton County Tax Collector

### 特殊地区
- Hamilton County Schools - dead link
- Suwannee River Water Management District

### 司法関連
- Hamilton County Clerk of Courts
- Public Defender, 3rd Judicial Circuit of Florida serving Columbia, Dixie, Hamilton, Lafayette, Madison, Suwannee, and Taylor Counties
- Office of the State Attorney, 3rd Judicial Circuit of Florida
- Circuit and County Court for the 3rd Judicial Circuit of Florida

### 観光
- Hamilton County Tourism Development Council
- Suwannee Online

座標: 北緯30度29分 西経82度57分 / 北緯30.49度 西経82.95度